# 奥野昌綱

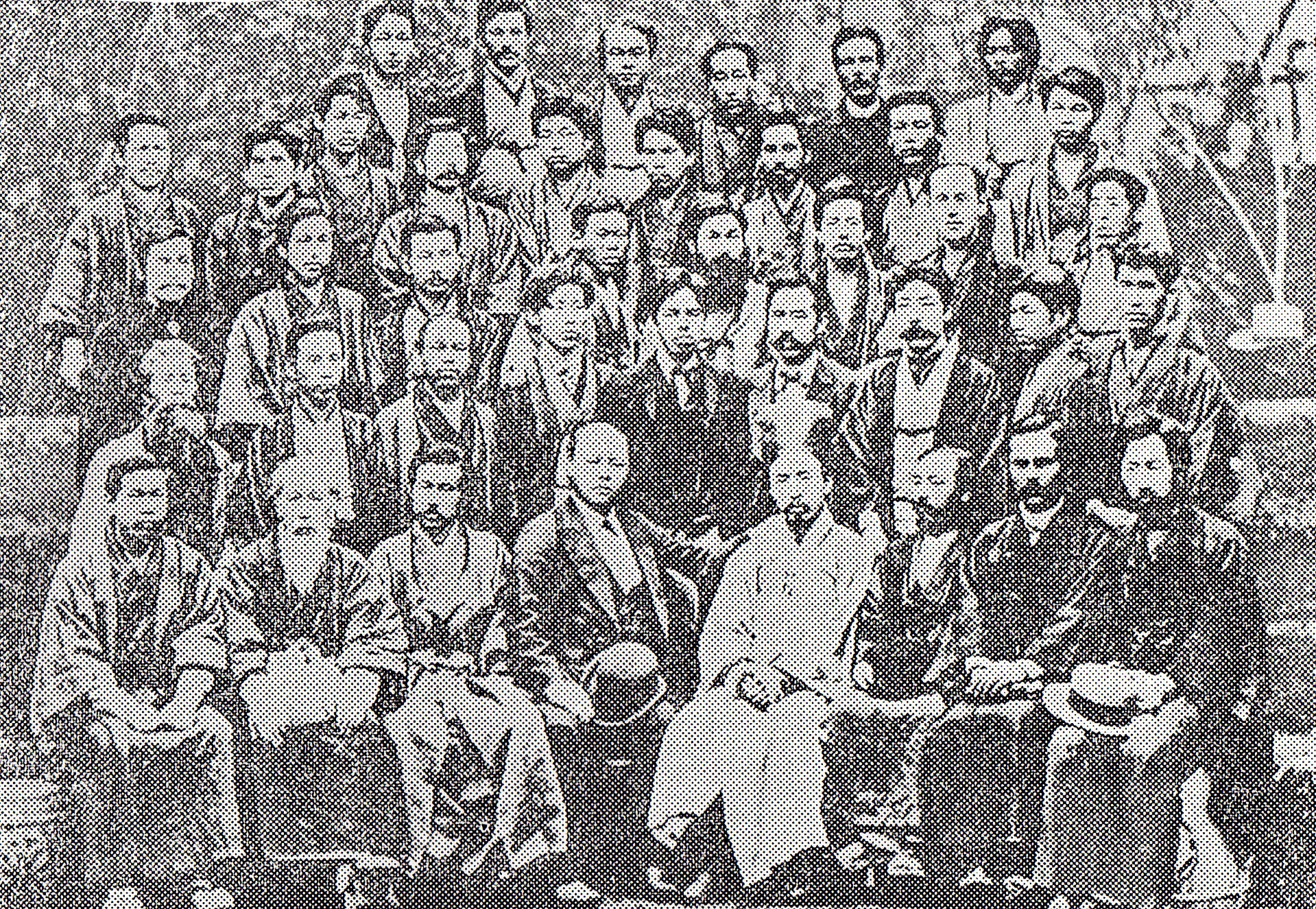
弟三回全国基督信徒大親睦会の記念写真、奥野は最前列左から2人目

奥野 昌綱（おくの まさつな、文政6年4月4日（1823年5月14日） - 明治43年（1910年）12月12日）は日本の牧師。横浜バンドの中心的メンバーの一人。文語訳聖書の翻訳や日本賛美歌のために大きな貢献をした。

## 生涯

### 初期
1823年(文政6年)江戸幕府の下級武士である徒士竹内五郎左衛門直道の三男として、江戸に生まれた。通称を銀三郎と言った。1827年に4歳で母を亡くし、その後継母が来た。1833年に上野の寛永寺の中の春性院の随身者になり、仏学をはじめ漢学、武術、音曲などを学んだ。1838年に昌平坂学問所に通い、四書五経を二年間で習得して試験に合格する。
1847年に輪王寺宮御家司の近江守奥野昌忠の養子になる。二、三年後に輪王寺宮に仕え、納戸役にまで昇進する。

### 戊辰戦争
輪王寺宮一品慈性法親王が、1867年(慶応3年)に、輪王寺門跡を公現法親王（北白川宮能久親王）に譲る。奥野は公現法親王に仕える。
1868年(慶応4年)5月15日に上野戦争で彰義隊が敗北し、輪王寺宮は奥州へ逃走する。その際家臣の奥野も同行する。輪王寺宮は白石城で奥羽越列藩同盟の盟主に迎えられる。奥州が新政府軍に制圧されると、輪王寺宮は朝敵として謹慎を命じられる。
奥野は輪王寺宮の釈放を嘆願したが聞き入れられず、神仏に祈るも無駄であった。そして、明治維新に際して、輪王寺と離別した。

### 横浜時代

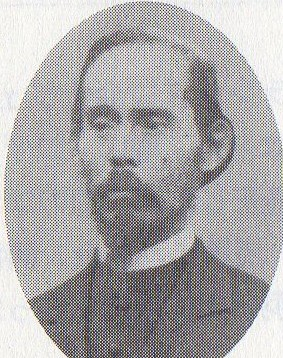
奥野の女婿の友人の小川義綏

1872年(明治5年)に奥野の女婿の友人小川義綏の誘いでJ・C・ヘボンの日本語教師になった。8ヶ月間ヘボンの助手として『和英語林集成』第二編の編集を手伝った。ヘボンが上海に出張すると、S.R.ブラウンを助けて、1872年に始まった文語訳聖書の翻訳に際して協力者になった。
1873年(明治6年)の夏にジェームズ・バラの「ペテロの拒絶」という説教を聞いた時に、自分が主イエスを拒絶したのち、主のまなざしに出会い激しく泣いた使徒ペテロは、自分のことであると感じて洗礼を受ける決心を固めた。そして、その年、49歳でS.R.ブラウンより洗礼を受けた。日本人では27人目であった。その後、ヘボンやジェームス・バラを助けて、賛美歌の翻訳や編集に関係した。

### 牧師時代
1873年(明治6年)2月より、小川と一緒に日本で初めてのプロテスタント伝道旅行を始めた。
1877年(明治10年)10月東京一致神学校に入学した会員を中心に、麹町教会を設立した。11月3日に奥野が仮牧師に就任した。
1877年(明治10年)に、小川と一緒に按手礼を受けて、一致教会教師になり、東京・大阪・横浜の教会を牧会した。その年の5月に東京で行われた第三回全国基督教信徒大親睦会に幹部の一人として参加する。
1888年(明治21年)の『新撰讃美歌』の成立には大きく寄与した。晩年は巡回教師になって活動した。88歳で死去するまで、3回にわたって日本各地で伝道旅行をした。

## 逸話
- ジェームズ・バラの「ペテロの拒絶」と題する説教を聴いたとき、奥野は自分自身がそのペテロであることを感じて、それから二三年、彼は口を開けばペテロのことを語ったので、「ペテロのことを聞きたければ、奥野さんのところに行け」と言われていた。
- 奥野が築地病院に入院中に、激痛に襲われた時に、賛美の歌詞が口からあふれてきて歌い、医師に叱られた。その時に作られた賛美が「やまいの床にも」(賛美歌396番)である。[2]

## 作詞
- 讃美歌96番「朝日は昇りて」
- 讃美歌293番「知恵とちからの」
- 讃美歌323番「よしや世の人の」
- 讃美歌356番「わが君イエスよ」
- 讃美歌396番「やまいの床にも」
- 讃美歌537番「わが主のみまえに」

## 著作（新版）
- 『新撰讃美歌』 植村正久・松山高吉と共編、岩波文庫、2017年
- 『文語訳　聖書』 岩波文庫、全5巻、2014-15年
- 『元始（はじめ）に言霊あり　新約聖書約翰傳全〈現代版〉－禁教下の和訳聖書ヨハネ伝』 久米三千雄編・校注、キリスト教新聞社、2015年